# Kolati Bhumlu
Kolati Bhumlu (nep. कोलाँतीभुम्लु) – gaun wikas samiti w środkowej części Nepalu w strefie Bagmati w dystrykcie Kavrepalanchok. Według nepalskiego spisu powszechnego z 2001 roku liczył on 318 gospodarstw domowych i 1628 mieszkańców (823 kobiet i 805 mężczyzn).